# Szamil Alijew (zapaśnik)
Szamil Alijew (ros. Шамиль Алиев, ur. 9 września 1979) – tadżycki i rosyjski zapaśnik w stylu wolnym. Zaczynał karierę w Rosji, a od 2002 roku startował dla Tadżykistanu. Olimpijczyk z Aten 2004, gdzie zajął ósme miejsce w wadze do 84 kg.
Trzeci na igrzyskach azjatyckich w 2002. Srebro na mistrzostwach Azji w 2003. Drugi w Pucharze Świata w 2000 roku. W młodości zdobył tytuł mistrza świata kadetów i juniorów oraz dwa mistrzostwa Europy juniorów.